# Circonscription de Page

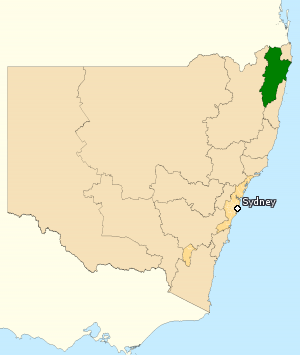
La circonscription de Page en Nouvelle-Galles du Sud.

La circonscription de Page est une circonscription électorale australienne en Nouvelle-Galles du Sud. Elle a été créée en 1984 et porte le nom d'Earle Page qui fut pendant quelques jours premier ministre d'Australie.
Elle est située au nord-est de l'État, jouxtant le Queensland et l'océan Pacifique et comprend les villes de Ballina, Lismore, Casino, Grafton, Tyringham, Bonalbo, Nimbin et Iluka. C'est un siège disputé entre droite et gauche.

## Députés
| Nom            | Parti        | Période de mandat |
| -------------- | ------------ | ----------------- |
| Ian Robinson   | National     | 1984–1990         |
| Harry Woods    | Travailliste | 1990–1996         |
| Ian Causley    | National     | 1996–2007         |
| Janelle Saffin | Travailliste | 2007–2013         |
| Kevin Hogan    | National     | 2013-en cours     |